# Tóth László (entomológus)
Tóth László (Budapest, 1937. május 22. – Budapest, 1992. december 19.) magyar entomológus, muzeológus. A Magyar Természettudományi Múzeum Állattárának munkatársaként több hazai rovarcsoporttal (holyvafélék, kérészek, álkérészek) foglalkozott. Publikációinak nagy része kötődik a Bakony hegységhez. Zoológiai szakmunkákban nevének rövidítése: „Tóth”.

## Pályafutása
Általános és középiskolai tanulmányait Rákospalotán végezte. 1959-ben szerzett biológia–kémia szakos középiskolai tanári diplomát az Eötvös Loránd Tudományegyetemen. Tanárként dolgozott 1970-ig. 1970–1992 közt volt a Magyar Természettudományi Múzeum Állattárának muzeológusa.

## Kutatási terület
Kezdetben madarakkal és emlősökkel foglalkozott. Később bogarakkal, azon belül is főleg holyvafélékkel foglalkozott, több alcsaládjukhoz szerkesztett magyar nyelvű határozókulcsot. Utolsó éveiben pedig kérészekkel és álkérészekkel foglalkozott. A Bakony természeti képe programba hivatalosan 1966-ban kapcsolódott be, innentől fogva tanulmányainak jelentős része a terület állatvilágával foglalkozik.

## Fontosabb publikációk
- Tóth László: Holyvák II. — Staphylinidae II. in Magyarország Állatvilága. Akadémiai Kiadó. Budapest. 1982.
- Tóth László: Holyvák V. — Staphylinidae V. in Magyarország Állatvilága. Akadémiai Kiadó. Budapest. 1983.
- Tóth László: Holyvák VII. — Staphylinidae VII. in Magyarország Állatvilága. Akadémiai Kiadó. Budapest. 1984.
- Tóth László: A Bakony hegység futóbogár-alkatú faunájának alapvetése (Coleoptera: Cicindelidae et Carabidae). in Veszprém Megyei Múzeumok Közleményei 12. Természettudomány. Veszprém, 1973.